# 菲爾·考森
菲利普·“菲爾”·考森（英語：Phillip "Phil" Coulson，又譯作菲爾·科爾森或菲爾·卡森）是漫威漫畫以及旗下電影的角色。他是神盾局的一名资深特工，同时也是美國隊長的超級粉絲，甚至在《终极蜘蛛侠》間接顯示他穿著美國隊長的戰衣。

## 人物

### 漫威电影宇宙
由克拉克·格雷格飾演與擔任配音。
菲爾·考森是一名神盾局的資深特工，机密安全等级為八，是美國隊長的超級粉絲。回歸神盾局後獲得局長尼克·福瑞的支持，成立一支半獨立的機動工作小隊，專門處理各種與異能人士和超自然現象相關或需要快速反應的特殊事件。考森同時也向神盾局爭取到一台特殊的空中武裝運輸機，並取名為「巴士」，作為機動小隊的行動總部。神盾局淪陷後，被福瑞任命為新任神盾局局長，負責重建神盾局，不過領導能力卻不被部分人士接受。
菲尔曾經与一位大提琴演奏家奥黛丽有过一段感情，但是两人的关系因为在《复仇者联盟》中菲尔的牺牲而宣告结束。虽然在《神盾局特工》中复活后的菲尔曾保护过她，但菲尔最后希望奥黛丽过上新的生活而离开。
- 《鋼鐵人》（2008）：

在東尼·史塔克從阿富汗回歸美國後舉辦的新聞發佈會上出現，菲爾與當時東尼的助手小辣椒·波茲相談，告知自己是政府部門神盾局的特工，並需要與東尼討論一下他在阿富汗的逃離。在欲與東尼說話時被中途阻止。
此後菲爾跟小辣椒重新預約。并協助保護小辣椒避免她受到東尼的叔父輩伙伴，史塔克工業的大股東之一奧巴迪亞·施坦的傷害。并協助東尼對外宣佈他就是超級英雄「鋼鐵人」的新聞發佈會。
- 《鋼鐵人2》（2010）：

菲爾在東尼家中成為監視他的人員之一。但不久後就被調派往新墨西哥州調查雷神之鎚的事件。
- （2011）：

菲爾前往新墨西哥州調查并發現雷神之鎚。并把失掉神力而又想重新奪回雷神之鎚的雷神索爾捉住。
- 《復仇者聯盟》（2012）：

被邪神洛基所殺。
- 《驚奇隊長》（2019）：

時間回到1995年，當時是剛加入神盾局的菜鳥，為福瑞的屬下之一。
- 《神盾局特工》（2013-2020）：

在紐約戰役期間被洛基所殺的菲爾在局長尼克·福瑞的命令下奇跡復生，並回到神盾局組織一支精銳和訓練有素的獨立機動特工小組，專責處理那些還未被指定為機密的案件。菲爾的左手裝上了可拆卸的義肢，被腐化的斷肢保留在神盾局的實驗室中。義肢手臂能夠讓菲爾拿出以能量構成的圓形盾牌，並於第三季、第四季和第五季中幫了菲爾不少大忙。於第五季完結時再次死亡而拒絕再被復活，於第七季以生物機器人身體繼承菲爾的記憶行動。

### 漫威宇宙動畫
在《终极蜘蛛侠》中，菲爾在彼得·帕克就讀的中学擔任校长，并帮助其小队在学校中的行动。之後他與已經守寡多年的彼得的嬸嬸梅·帕克相戀，雖然剛開始彼得感到無比尷尬，但之後彼得也不介意二人的關係了。

## 其他媒體

### 電影
- 漫威電影宇宙：由克拉克·格雷格飾演菲爾·考森。
  - 《鋼鐵人》（2008年）
  - 《鋼鐵人2》（2010年）
  - （2011年）
  - 《復仇者聯盟》（2012年）
  - 《驚奇隊長》（2019年）

### 劇集
- 漫威電影宇宙：由克拉克·格雷格飾演菲爾·考森。
  - 《神盾局特工》（2013-2020年）
  - 《無限可能：假如…？》（2021年）[1]：動畫劇集，配音演出。

### 動畫
- 《终极蜘蛛侠》

### 遊戲
- 《MARVEL未來之戰》：手機遊戲，菲爾·考森是玩家可使用角色之一。
- 《漫威英雄 Online》：玩家可選擇菲爾·考森為冒險夥伴。